# Anna Lourup
Anna Lourup, död 1613, var en dansk kvinna som avrättades för häxeri i Ribe, vars protokoll från 1572–1652 är de mest välbevarade av alla danska häxprocesser, och därför har blivit de bäst undersökta av de danska häxprocesserna. 
Hon var en ogift och ensamstående tiggare som försörjdes av allmosor. 
Hon var inblandad i en konflikt med Ole Andersen, klockaren i Ribe Domkyrka, som anklagade henne för att ha lagt en förbannelse på honom efter ett gräl. Inför rätta uppträdde också en rad andra vittnen som uppgav att Lourup hade uttalat förbannelser och hot mot dem när de hade avvisat henne då hon bett om allmosor eller hjälp, eller då de hade utsatt henne för misshandel när hon tiggt. Anna Lourup nekade till all anklagelser men sade, att om de skulle bränna henne, så skulle hon i så fall utpeka alla förmögna borgares hustrur som häxor. 
Under tortyr bekände hon att Else Faars i Novrup år 1601 hade lärt henne trolldom och att hon varit med i en häxgrupp, och utpekade elva medbrottslingar. Hon avrättades genom bränning på bål. 